# Journal of Differential Geometry
Journal of Differential Geometry — рецензируемый научный журнал по математике, издаётся Лихайским университетом.
Главный редактор журнала Яу
Журнал также печатает ежегодное дополнение в виде книги под названием Surveys in Differential Geometry. 
Оно охватывает дифференциальную геометрию и смежные дисциплины, таких как дифференциальные уравнения, математическая физика, алгебраическая геометрия и геометрические топологии. 

## История
Журнал был создан в 1967 году Чуан-Чжи Сюн. 
Сюн работал главным редактором журнала, и позже вторым главным редактором, вплоть до своей смерти в 2009 году.

## Показатели
Журнал реферируется и индексируется в MathSciNet, Zentralblatt MATH. 
На 2013 год, импакт-фактором составлял 1.093.

## Внешние ссылки
- intlpress.com/JDG/ — официальный сайт Journal of Differential Geometry
- Surveys in Differential Geometry веб-странице